# دیگو تروتا
دیگو تروتا (انگلیسی: Diego Trotta؛ زادهٔ ۱۳ دسامبر ۱۹۷۸) بازیکن فوتبال اهل آرژانتین است.
از باشگاه‌هایی که در آن بازی کرده‌است می‌توان به باشگاه فوتبال سالگیروش، باشگاه فوتبال دپورتیوو آلاوس، باشگاه فوتبال گودوی کروز، باشگاه فوتبال آلباسته بالومپیه، باشگاه فوتبال لاس پالماس، و باشگاه فوتبال الچه اشاره کرد.